# Lüübnitsa
Lüübnitsa (Russisch: Любница, Ljoebnitsa) is een plaats in Estland. Ze ligt in de gemeente Setomaa, provincie Võrumaa, en telt 74 inwoners (2021), De plaats heeft de status van dorp (Estisch: küla).
Tot in 2017 behoorde het dorp tot de gemeente Mikitamäe in de provincie Põlvamaa. In dat jaar werd Mikitamäe bij de gemeente Setomaa gevoegd en verhuisde ze meteen ook naar de provincie Võrumaa.

## Ligging
Lüübnitsa ligt aan de noordwestkust van het Meer van Pskov. Het Russische eiland Kolpina ligt op ongeveer een kilometer afstand en is zichtbaar vanuit het dorp.
Het dorp ligt in het natuurgebied Lüübnitsa hoiuala (15,5 km²).

## Geschiedenis
Lüübnitsa werd voor het eerst genoemd in 1510 onder de Russische naam Любница. Tot 1886 kwam de naam met kleine variaties steeds terug in Russischtalige documenten. In dat jaar duikt de huidige naam Lüübnitsa in Latijns schrift op. In de 16e en 17e eeuw was het dorp gedeeld eigendom van de Russische tsaar en het Peter-en-Paulsklooster op het eiland Verchny in het Peipusmeer. In de 18e eeuw viel het voor een deel onder het klooster van Petsjory en voor een ander deel onder een groep landeigenaren. In de 19e eeuw lag het dorp in een nulk, een regio waar de taal Seto werd gesproken, de nulk Poloda. Poloda lag in de gemeente Lobotka met Lobotka als hoofdplaats. Het dorp Lüübnitsa behoorde tot de parochie van de kerk op het eiland Kolpina. Het gebied kwam pas in 1919, tijdens de Estische Onafhankelijkheidsoorlog, onder Estland; daarvoor viel het onder het Russische Gouvernement Pskov. Vanaf 1922 viel Lüübnitsa onder de Estische gemeente Mikitamäe.
Het is bekend dat Lüübnitsa vroeger een oosters-orthodoxe kapel, een tsässon, heeft gehad, maar er zijn vrijwel geen bijzonderheden overgeleverd. In de jaren tien van de 21e eeuw werd in het dorp een kleine orthodoxe kerk gebouwd, die op 19 augustus 2015 werd ingewijd. De kerk kreeg de naam Kerk van de Transfiguratie (Estisch: Issandamuutmise kirik). De kerk is aangesloten bij de Estische Apostolisch-Orthodoxe Kerk.

## Foto's

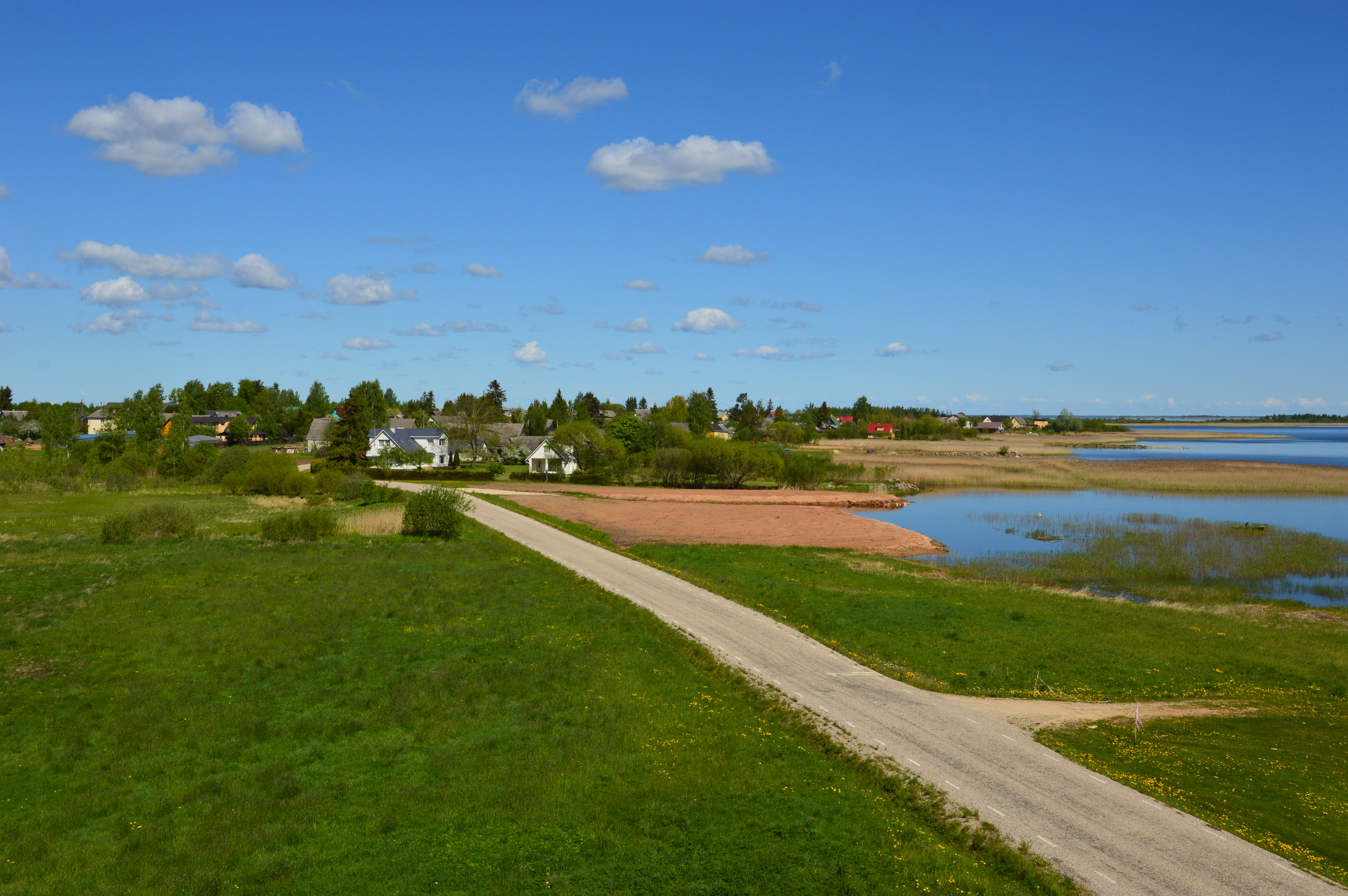
Zicht op het dorp
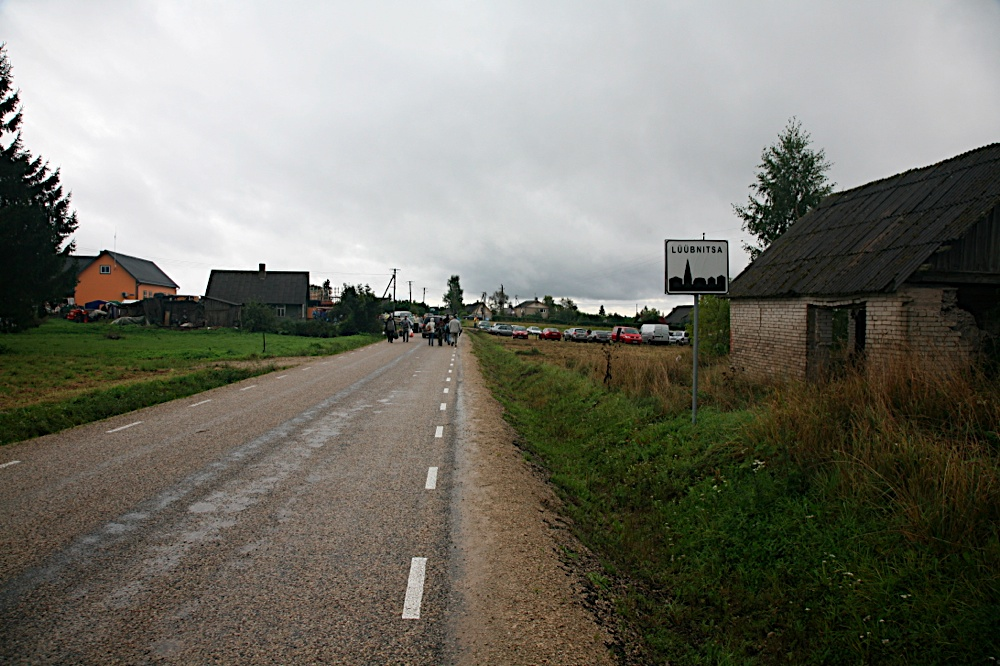
De rand van het dorp
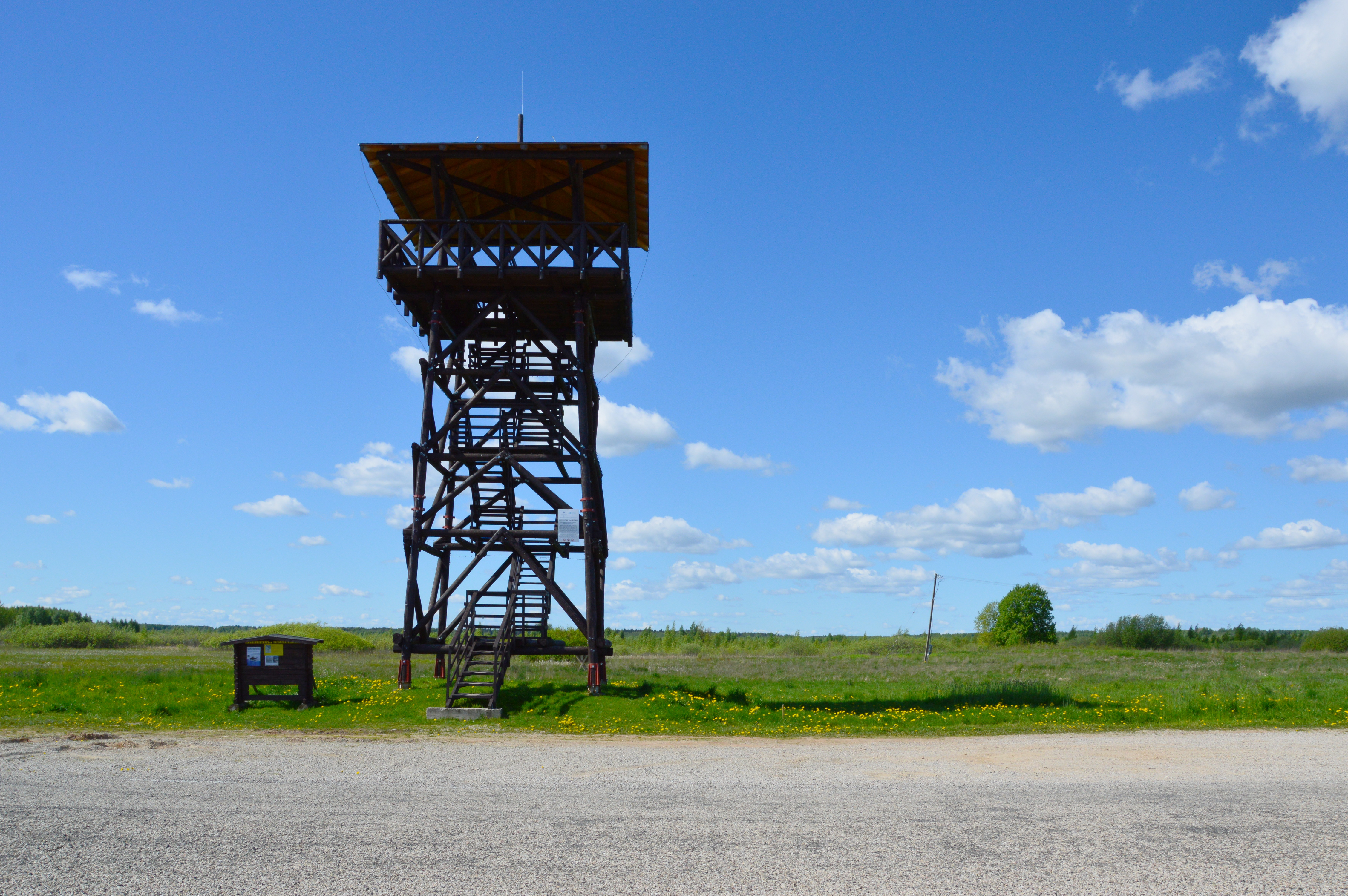
Uitkijktoren
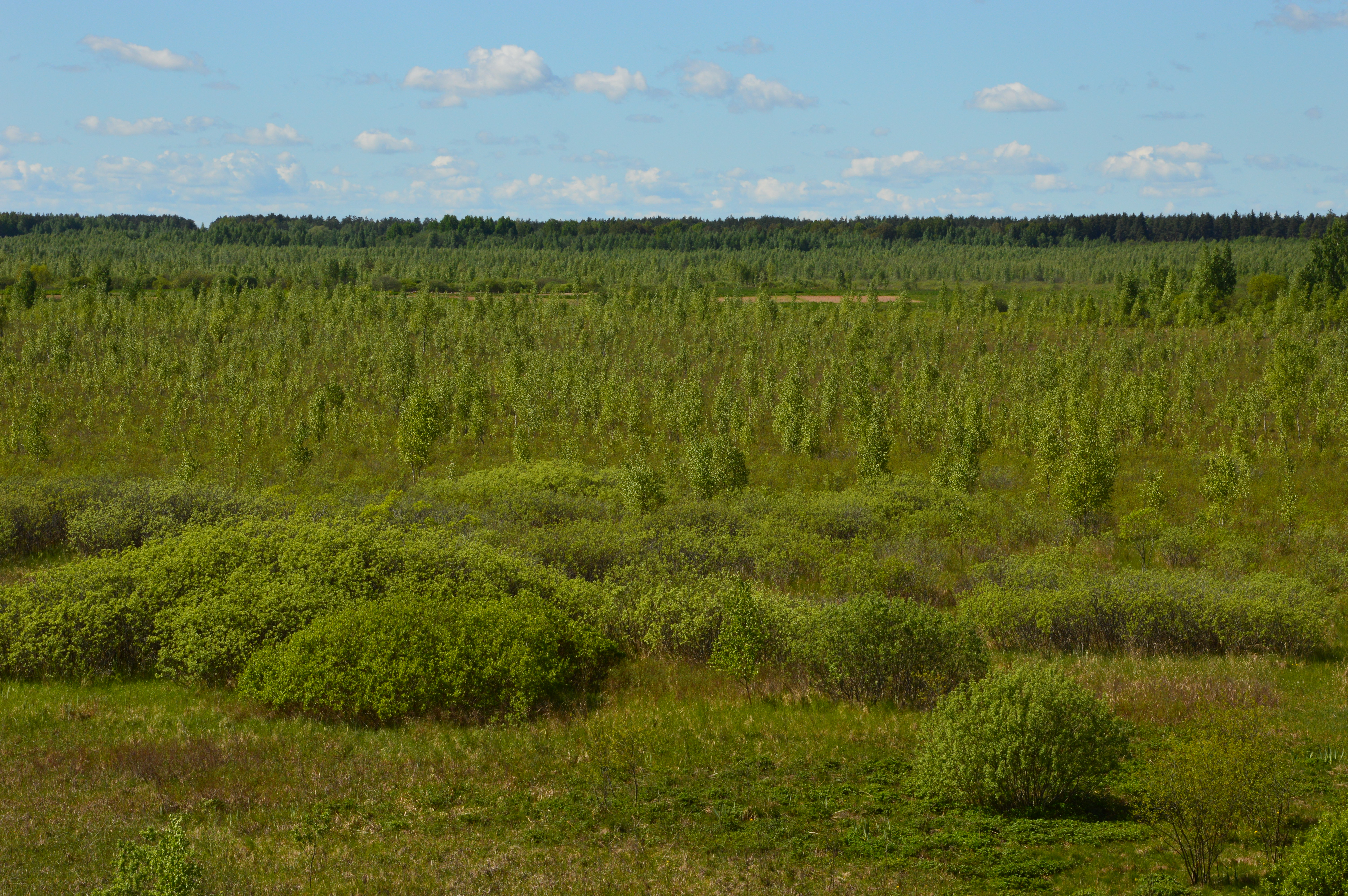
Uitzicht vanaf de uitkijktoren
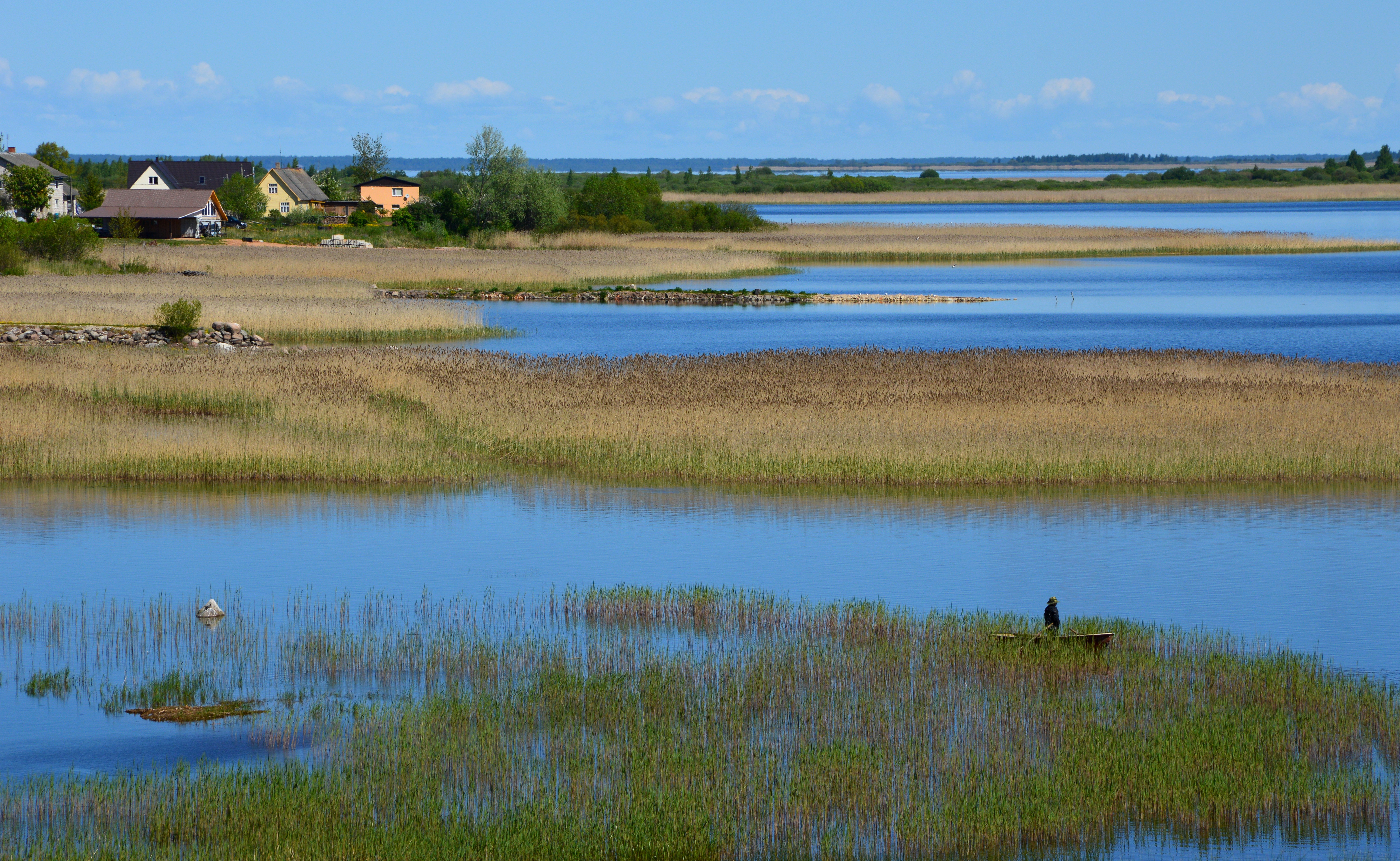
Het Meer van Pskov bij Lüübnitsa